# James Bowie
James "Jim" Bowie, född omkring 1796 i Logan County, Kentucky, död 6 mars 1836 vid slaget vid Alamo i San Antonio, Texas, var en amerikansk nybyggare, soldat och slavhandlare, känd som en av förgrundsfigurerna i Texasrevolutionen.

## Eftermäle
Bowie stupade i slaget vid Alamo. Bland den breda allmänheten har han blivit mest berömd för sin kniv, som blivit känd som Bowiekniven.
Popsångaren David Bowie har sitt artistnamn efter Bowie.